# Јован Мемедовић
Јован Мемедовић (Београд 22. април 1960) српски је телевизијски водитељ и новинар.

## Биографија
Рођен је 22. априла 1960. године у Београду.
Завршио је Четврту београдску гимназију, а 1985. године дипломирао је на Факултету за физичко васпитање у Универзитета у Београду. Због недостатка посла уписује студије психологије, где и завршава прву годину, након чега сасвим случајно ступа у новинарске воде. Новинарски позив је започео у информативној редакцији Радио-телевизије Београд, а од 1992. године почео је да ради и као спортски новинар и коментатор. Аутор је емисије Свет лова и риболова и емисије Сасвим природно, која обрађује теме везане за природу и преживљавање у њој. Удружење новинара Србије му је доделило признање Лаза Костић за репортажу године, 2007. Велики је љубитељ НФЛ-а.
Тренутно је водитељ квиза Потера на Радио-телевизији Србије.